# Bengt Nilsson (1952)
Bengt Nilsson, född 23 oktober 1952, är en före detta cyklist eller landsvägscyklist från Sverige.

## Sportkarriär
År 1973 vann han brons i lagtidskörning vid de nordiska mästerskapen. Senare världsmästare Lennart Fagerlund och Curt Söderlund körde också i hans lag. 1975 vann han brons igen i dessa mästerskap.
I DDR-tour 1974 slutade han på tredje plats i den sjunde etappen: Quer durch den Harz, 134 km, den 6 september 1974, även klassad som Harz rundfahrt. 1976 blev han nationell mästare i lagtidskörning tillsammans med Kent Glittmark och Tommy Prim och kom trea i den sjunde etappen av Tour of Slovakia.
I International Peace Tour 1977 ingick han i Sveriges lag (med Bengt Nyman, Lennart Fagerlund, Tord Filipsson, Kent Glittmark och John Bäcklund). Han slutade 33:a i slutklassningen bakom Aavo Pikkuuss seger. Den säsongen blev han också tvåa i linjeloppet på SM bakom Alf Segersäll.